# Cefala
Cefala (łac. Diocesis Cefalensis) – stolica historycznej diecezji w Cesarstwie rzymskim w prowincji Afryka Prokonsularna, sufragania metropolii Kartagina. Współcześnie w Tunezji. Obecnie katolickie biskupstwo tytularne.

## Biskupi tytularni
| Lp. | Biskup                                | Funkcja                               | Od              | Do               |
| --- | ------------------------------------- | ------------------------------------- | --------------- | ---------------- |
| 1   | Fernando Azcárate y Freyre de Andrade | biskup pomocniczy Hawany (Kuba)       | 17 marca 1964   | 29 lipca 1998    |
| 2   | Petr Esterka                          | biskup pomocniczy Brna (Czechy)       | 5 lipca 1999    | 10 sierpnia 2021 |
| 3   | Carlos Márquez Delima                 | biskup pomocniczy Caracas (Wenezuela) | 23 grudnia 2021 |                  |